# Abbazia di Lambach
L'abbazia di Lambach (tedesco Stift Lambach) è l'abbazia benedettina della cittadina di Lambach, nella regione dell'Alta Austria.

## Storia

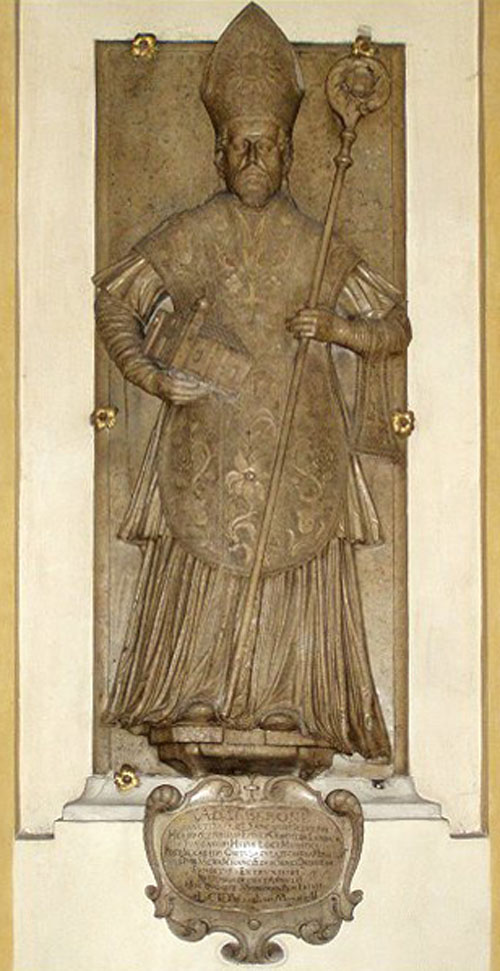
Il vescovo sant'Adalberone di Würzburg.

Il primo monastero fu fondato dal conte Arnoldo II di Wels-Lambacher dei conti di Formbach intorno all'anno 1040. Il figlio Adalberone di Würzburg vi portò i monaci benedettini nel 1056. Nel corso dei secoli XVII e XVIII vi furono grandi lavori di ristrutturazione, che trasformarono l'abbazia in stile barocco; molti delle opere furono dirette da Carlo Antonio Carlone e da Diego Francesco Carlone. Lambach riuscì a scampare allo scioglimento dei monasteri voluto dell'imperatore Giuseppe II d'Asburgo-Lorena negli anni '80 del XVIII secolo. La chiesa conserva la facciata originale a torri; all'interno affreschi di M. Steidl (1698), una cappella sopraelevata (Läuthaus, casa delle campane) con notevoli affreschi bizantineggianti del 1080; l'altare maggiore è di Antonio Beduzzi, con statue di L. Mattielli, pala di J. von Sandrart, e grandioso gruppo della Trinità di P. d'Allio e D. F. Carlone. Nell'abbazia si trovano corridoi con tombe dei secoli XV - XVI, un teatro barocco (l'unico esistente in un convento), la biblioteca e il refettorio.
Adolf Hitler aveva studiato in questa abbazia dove conobbe la svastica con gli uncini piegati, vistosamente dorata, presente nell'ovale del blasone dello stemma abbaziale, eseguito sul cenotafio esistente nella sagrestia. Lo stemma fu voluto nel 1869 dall'abate di Lambach, padre Theoderic Hagn, forse perché segno dell'incontro tra la croce cristiana e la tradizione religiosa mondiale. La stessa doratura della svastica è utilizzata per la data (1869) e per le quattro lettere che circondano la croce: T.H.A.L. Cioè: Theoderic Hagn Abate (di) Lambach.